# Kazimierz Mikołaj Sapieha
Kazimierz Mikołaj Sapieha (ur. przed 1617, zm. 1639) – starosta niemonojcki, leśniczy bielski.

## Życiorys
Był synem Mikołaja i bratem Tomasza.
W 1617 uczył się w kolegium kolegium jezuitów w Lublinie. W 1618 otrzymał z cesji ojca starostwo niemonojckie. W latach 1619–1623 studiował na Akademii Krakowskiej. W latach 1623–1625 kontynuował studia za granicą w Padwie i Lowanium.
Po powrocie do kraju został dworzaninem Zygmunta III, nie angażując się jednak w życie polityczne. W 1635 otrzymał leśnictwo brzeskie.